# Lercoul
Lercoul – miejscowość i gmina we Francji, w regionie Oksytania, w departamencie Ariège.
Według danych na rok 2010 gminę zamieszkiwały 23 osoby, a gęstość zaludnienia wynosiła 1 osób/km².